# Operador de telefonía móvil
Un operador de telefonía móvil o proveedor inalámbrico es una compañía de teléfono que proporciona servicios GSM para los usuarios de teléfonos móviles. El operador le da una tarjeta SIM para el cliente, que se inserta en el teléfono móvil para acceder al servicio.
Hay dos tipos de operador de telefonía móvil:
- Un operador de red móvil (MNO) que es propietario de los activos de la red y del espectro subyacente necesario para ejecutar el servicio.
- Un operador de red móvil virtual (MVNO) que compra al por mayor el servicio de un MNO y vende a sus propios clientes.

El mayor operador móvil individual del mundo por suscriptores es China Mobile con más de 500 millones de suscriptores de telefonía móvil. Más de 50 operadores móviles tienen más de 10 millones de abonados a cada uno, y más de 150 operadores móviles han tenido por lo menos un millón de abonados a finales de 2009. En febrero de 2010, hubo 4,6 millones de suscriptores de telefonía móvil, un número que se calcula creció. A finales de 2011, el total de suscripciones a la telefonía móvil celular alcanzó casi los 6 mil millones, que corresponde a una penetración global del 86%.

## Historia
En 1958 se inició el desarrollo de un servicio de telefonía móvil en la URSS, el sistema Altay por los automovilistas. En 1963 se inició el servicio en Moscú, y en 1970 se desplegó en 30 ciudades a través de la URSS. Las versiones del sistema Altay todavía están en uso hoy en día como un sistema de canalización en algunas partes de Rusia.
En 1959 una compañía telefónica privada situado en Brewster, Kansas, EE. UU., la compañía telefónica S&T, (aún activa hoy en día) con el uso de equipo telefónico de radio Motorola y una instalación de torre privada, ofreció los servicios públicos de telefonía móvil en esa área local de NW Kansas.
En 1966, Bulgaria presentó el teléfono móvil automático de bolsillo RAT-0,5 combinado con una estación base RATZ-10 (RATC-10) en exposición internacional Interorgtechnika-66. Una estación base, conectada a una línea telefónica alámbrica podría servir hasta seis clientes.
Una de las primeras redes de telefonía móvil públicas comerciales exitosas fue la red ARP en Finlandia, lanzado en 1971.
El 3 de abril de 1973, Martin Cooper, un investigador y ejecutivo de Motorola, hizo la primera llamada de teléfono móvil analógica mediante un modelo de prototipo pesado. Llamó al Dr. Joel S. Engel, de los Laboratorios Bell.
Con anterioridad a 1973, la tecnología de telefonía móvil celular se limitaba a los teléfonos instalados en los coches y otros vehículos. El primer sistema de telefonía móvil totalmente automatizado para vehículos se puso en marcha en Suecia en 1960 llamado MTA (sistema de telefonía móvil A). Las llamadas desde el coche eran de línea directa, mientras que las llamadas entrantes requerían un operador para determinar en qué estación base estaba actualmente el teléfono. En 1962, se introdujo una versión mejorada denominada MTB (sistema móvil B). En 1971 se lanzó la versión MTD, abriéndose a varias marcas de equipos y a la obtención del éxito comercial. La red se mantuvo abierta hasta 1983 y todavía tenía 600 clientes cuando se cerró.
La primera red celular comercial automatizada (la generación 1G) fue lanzada en Japón por NTT en 1979. La red de lanzamiento inicial cubrió el área metropolitana completa de Tokio de más de 20 millones de habitantes con una red celular de 23 estaciones base. Dentro de cinco años, la red de NTT se amplió para cubrir toda la población de Japón y se convirtió en la primera red 1G a nivel nacional. Varios otros países también pusieron en marcha las redes 1G en la década de 1980, incluyendo el Reino Unido, México y Canadá.
En la década de 1990, sistemas de telefonía móvil de "segunda generación" (2G) surgieron, principalmente mediante el estándar GSM. En 1991, la primera red GSM (Radiolinja) se puso en marcha en Finlandia.
Hoy en día, los proveedores de servicios inalámbricos estadounidenses y canadienses tienden a subvencionar los teléfonos móviles para los consumidores, pero requieren contratos de 2 a 3 años, mientras que los asiáticos y europeos venden el teléfono al costo total, y las cuotas mensuales cobradas son más bajas.